# Рихеза Лотарингска
Рихеза (на немски: Richeza, Rixa) е като съпруга на крал Мешко II Лямберт от 1025 до 1034 г. кралица на Полша.

## Биография

### Произход
Родена е ок. 995 г. в Лотарингия. По майчина линия тя произлиза от Лиудолфингите, по бащина линия от Ецоните. Рихеза е най-възрастната дъщеря на лотарингския пфалцграф Ецо и Матилда Саксонска, дъщеря на император Ото II и Теофано.

### Кралица на Полша
През 1013 г. Рихеза се омъжва за полския принц Мешко II Лямберт († 1034), син на крал Болеслав I Храбри. Този брак е уреден още през 1000 г. в Гнезно между император Ото III и Болеслав Храбри.
Сватбата се състои на Петдесетница 1013 г. в Мерзебург с присъствието на император Хайнрих II и Болеслав I. След смъртта на Хайнрих II през 1024 г. и на Болеслав I на 17 юни 1025 г. тя става полска кралица. Мешко II умира през 1034 г. Рихеза бяга заедно с децата си, заради новата опозиция на нехристияните, в Свещената Римска империя и се връща обратно при фамилията си.
Рихеза получава Заалфелд и се нарича и по-нататък кралица на Полша със съгласието на Конрад II. В Заалфелд тя събира полската опозиция, която поддържа нейния син Кажимеж. Той успява с помощта на Конрад II през 1039 г. да се върне на полския трон.
През 1047 г. умира нейният брат херцог Ото, последният мъжки наследник на Ецо. Рихеза наследява големи части от Ецонската собственост. На неговото погребение в Браувайлер, чрез епископ Бруно фон Тюл, тя поставя нейните светски украшения на олтара и става Sanctimoniale, за да се посвети в остатъка от живота си на Memoria на Ецоните.
На 17 юли 1051 г. тя, сестра ѝ Теофану, абтеса в Есен, и нейния брат Херман, архиепископ на Кьолн, преписват манастир Браувайлер на архиепископия Кьолн.

### Смърт
Рихеза умира на 21 март 1063 г. в Заалфелд, Тюрингия. Погребана е в кьолнската църква St. Maria ad Gradus, не в Браувайлер, както е искала. Това става по нареждане на архиепископ Анно II от Кьолн.
Заради нейните дарения и благочестив живот тя е чествана още през Средновековието като Светица. Особено е почитана около Кьолн и в Клотен на 21 март.
Нейният гроб е преместен в катедралата на Кьолн и често е отварян за вземане на реликви. При последното отваряне през 1959 г. намират костите ѝ добре запазени.

## Деца
Рихеза има с Мешко три доказани деца:
- Кажимеж I Обновител (* 1016), херцог на Полша (Пясти)
- Гертруда (* 1020), омъжва се за Изяслав I, велик княз на Киевска Рус (Рюриковичи)
- Рихеза (* 1018; † сл. 1059), омъжва се за по-късния унгарски крал Бела I (Арпади)